# 6761 Haroldconnolly
6761 Haroldconnolly eller 1981 EV19 är en asteroid i huvudbältet som upptäcktes den 2 mars 1981 av den amerikanska astronomen Schelte J. Bus vid Siding Spring-observatoriet. Den är uppkallad efter amerikanen Harold C. Connolly.
Asteroiden har en diameter på ungefär 7 kilometer.